# Волотовский, Игорь Дмитриевич
Игорь Дмитриевич Волотовский (род. 25 октября 1939, Минск) — советский и белорусский учёный-биофизик. Академик Национальной академии наук Беларуси (1994; член-корреспондент с 1986), доктор биологических наук (1980), профессор (1990). Заслуженный деятель науки Республики Беларусь (1999).

## Биография
В 1962 году окончил Минский медицинский институт. С 1964 года работал в Лаборатории биофизики и изотопов АН БССР (с 1974 года — Институт фотобиологии АН БССР, с 2004 года — Институт биофизики и клеточной инженерии НАН Беларуси). С 1983 года заместитель директора по научной работе, в 1984—1985 годах и. о. директора, в 1985—2010 годах директор Института биофизики и клеточной инженерии НАН Беларуси, одновременно с 1988 года профессор Белгосуниверситета. С 1997 года вице-президент НАН Беларуси, с мая по октябрь 2001 года исполнял обязанности Председателя Президиума НАН Беларуси. С 2002 по 2014 год академик-секретарь Отделения биологических наук Национальной академии наук Беларуси. С сентября 2020 года — главный научный сотрудник лаборатории молекулярной биологии клетки Института биофизики и клеточной инженерии НАН Беларуси.

## Научная деятельность
Работы в области мембранной биофизики, фотобиологии, геномики и протеомики. Им изучены закономерности биологического действия света на уровне мембранных структур растительных и животных систем и сформулирована концепция о структурно-мембранном контроле фотобиологических процессов в клетке на примере функционирования фоторецепторного и фотосинтетического аппаратов, получившая всестороннее экспериментальное обоснование в его исследованиях и работах других авторов и положило основу новому оригинальному направлению. Им разработаны также универсальные схемы трансформации в клетке слабых физических и химических сигналов в биологический эффект, что реализуется с участием ионов кальция и циклических мононуклеотидов.
Автор более 300 научных работ, в том числе около десятка монографий, учебного пособия.

## Избранные работы
- Конев С.В., Волотовский И.Д. Введение в молекулярную фотобиологию. — Минск: Наука и техника, 1971. — 206 с.
- Конев С.В., Волотовский И.Д. Фотобиология. 2-е изд. — Минск: Издательство БГУ, 1979. — 384 с.
- Конев С.В., Аксенцев С.Л., Волотовский И.Д. Откровения двухмерного мира. — Минск: Вышэйшая школа, 1981. — 176 с.
- Волотовский И.Д., Конев С.В. Структурная динамика фоторецепторного аппарата. — Минск: Наука и техника, 1986. — 206 с.
- Волотовский И.Д., Ховратович В.И., Баранова Л.А. Транспорт ионов в фоторецепторной клетке. — Минск: Наука и техника, 1990. — 219 с.
- Волотовский И.Д. Фитохром — фоторегуляторный рецептор растений. — Минск: Наука и техника, 1992. — 166 с.
- Дубовская Л.В., Колеснева Е.В., Бакакина Ю.С., Волотовский И.Д. Циклический гуанозинмонофосфат и сигнальные системы клеток растений. — Минск: Беларуская навука, 2014. — 274 с.
- Рубникович С.П., Волотовский И.Д., Денисова Ю.Л., Андреева В.А., Панасенкова Г.Ю., Квачева З.Б. Клеточные технологии в лечении пациентов с рецессией десны. — Минск: Беларуская навука, 2019. — 200 с.
- Волотовский И.Д. Мезенхимальные стволовые клетки. Достижения и перспективы. — Минск: Беларуская навука, 2023. — 200 с.
- Волотовский И.Д. Биофизика фотосигнальных процессов в клетке. — Минск: Беларуская навука, 2025. — 153 с.

## Награды
- Государственная премия Республики Беларусь (1992) за цикл работ «Люминесценция белков и ее использование в научных исследованиях и практике»
- Заслуженный деятель науки Республики Беларусь (1999)
- Премия академий наук Украины, Беларуси и Молдовы (2001) за работу «Фундаментальные основы устойчивости растений к стрессовым факторам среды и разработка способов её повышения в зонах рискованного земледелия Украины, Беларуси и Молдовы»
- Орден Почёта (2009)
- Золотая медаль НАН Беларуси «За большой вклад в развитие науки» (2014)
- Премия НАН Беларуси (2019) в области медицинских наук за цикл работ «Разработка и внедрение новых инновационных методов диагностики и лечения пациентов со стоматологической патологией, включая использование стволовых клеток в виде биотрансплантатов»